# Красномайск
Краснома́йск (чув. Красномайск) — деревня в Батыревском районе Чувашской Республики России. Входит в состав Кзыл-Чишминское сельское поселение.

## Название
В 1925 году постановлением президиума ВЦИК селение Начар-Убеево Шемалаковской волости Батыревского уезда Автономной Чувашской ССР переименовано в Красномайск.

## История
Основателями деревни были переселенцы из деревень Янмурзино и Досаево нынешнего Красноармейского района.
В 1666 году убеевские чуваши пожаловались симбирскому воеводе на крестьян из Шигалей. Свои доводы подкрепляли тем, что за отведенные им земли и сенокосы по речке Арбуше от Шихирдана острова до реки Булы и по речке Юхме они ежегодно платят ясак и оброк, в связи с чем имеет право пользования указанными землями. Однако шигалеевские чуваши незаконно захватили эти земли и половину из них передали служилым татарам.
На очной ставке 22 февраля 1669 года шигалеевские чуваши предъявили на эти земли документы, подтверждающие право пользования, однако свидетели сообщили, что указанными землями владеют убеевские и шигалеевские чуваши вместе. Симбирский воевода оставил вопрос открытым.
Убеевцам не удалось отстоять свои земли. Они продвинулись на юго-восток и юг и основали деревню Начар-Убеево.
В 1780 году при создании Симбирского наместничества, существовали две деревни: деревня Уби Начарова (ныне Кзыл-Чишма), при суходоле, служилых татар, крещеных татар и деревня Начар Убеева (ныне Красномайск), при суходоле, крещеных чуваш, которые вошли в состав Буинского уезда.

### Административно-территориальная принадлежность
С 1796 года деревня Начар-Убеево входила в состав 2-го стана, затем Батыревской волости Буинского уезда Симбирской губернии.
До упразднения уездно-губернского деления Начар Упи, Начар-Убеево входило в состав Тимбаевской волости Буинского уезда Симбирской губернии.
С 1920 по 1927 годы в составе Шемалаковской волости Батыревского уезда Автономной Чувашской ССР

## Население
| 2010 | 2012 |
| ---- | ---- |
| 546  | ↗666 |

## Известные уроженцы, жители
- Николаев, Семён Николаевич (1880—1976) — российский и белоэмигрантский юрист, общественный и политический деятель.
- Сироткин, Анатолий Петрович (1927-?) — советский хозяйственный и политический деятель.

## Органы власти

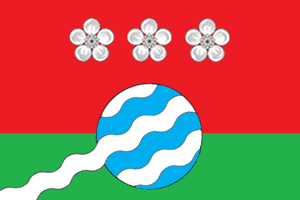
Флаг сельского поселения

В рамках организации местного самоуправления с 2004 по 2022 гг. в границах сельского поселения существовало муниципальное образование Кзыл-Чишминское сельское поселение . Упразднено законом от 29 марта 2022 года в рамках преобразования муниципального района со всеми входившими в его состав поселениями путём их объединения в муниципальный округ . С 1 января 2023 года функционирует Кзыл-Чишминский территориальный отдел .
Ведущий специалист-эксперт территориального отдела .
В состав территориального отдела входят деревни Кзыл-Чишма, Новые Чепкасы и Красномайск.

## Инфраструктура
Личное подсобное хозяйство с зоной сельскохозяйственного использования, индивидуальная застройка усадебного типа.
Основа экономики — сельское хозяйство.

## Транспорт
Деревня доступна автотранспортом. Автобусное сообщение с райцентром.  Остановка общественного транспорта «Поворот на Красномайск» при въезде в деревню. 